# Jeannine
Jeanine  è un nome proprio di persona francese e inglese femminile.

## Varianti
- Francese: Jeanine[1], Janine[1]
- Inglese: Jeanine[1][2], Jannine[1], Janine[1], Janene[1][3], Janina[3][2], Janeen[3], Janean[3], Janeane[3]

### Varianti in altre lingue
- Finlandese: Janina[1]
- Lituano: Janina[1]
- Olandese: Jeanine[1], Janine[1]
- Polacco: Janina[1]
- Svedese: Janina[1]
- Tedesco: Janine[1], Janina[1]

## Origine e diffusione
Si tratta di un diminutivo di Jeanne, la forma francese del nome Giovanna.
La variante Janine è moderna, in uso dal XX secolo. Secondo alcune fonti sarebbe direttamente derivata da Jeannine, mentre altre la interpretano come una elaborazione di Jane (la forma inglese di Giovanna), combinata con la terminazione in -ine tipica di altri nomi quali Caroline.

## Persone

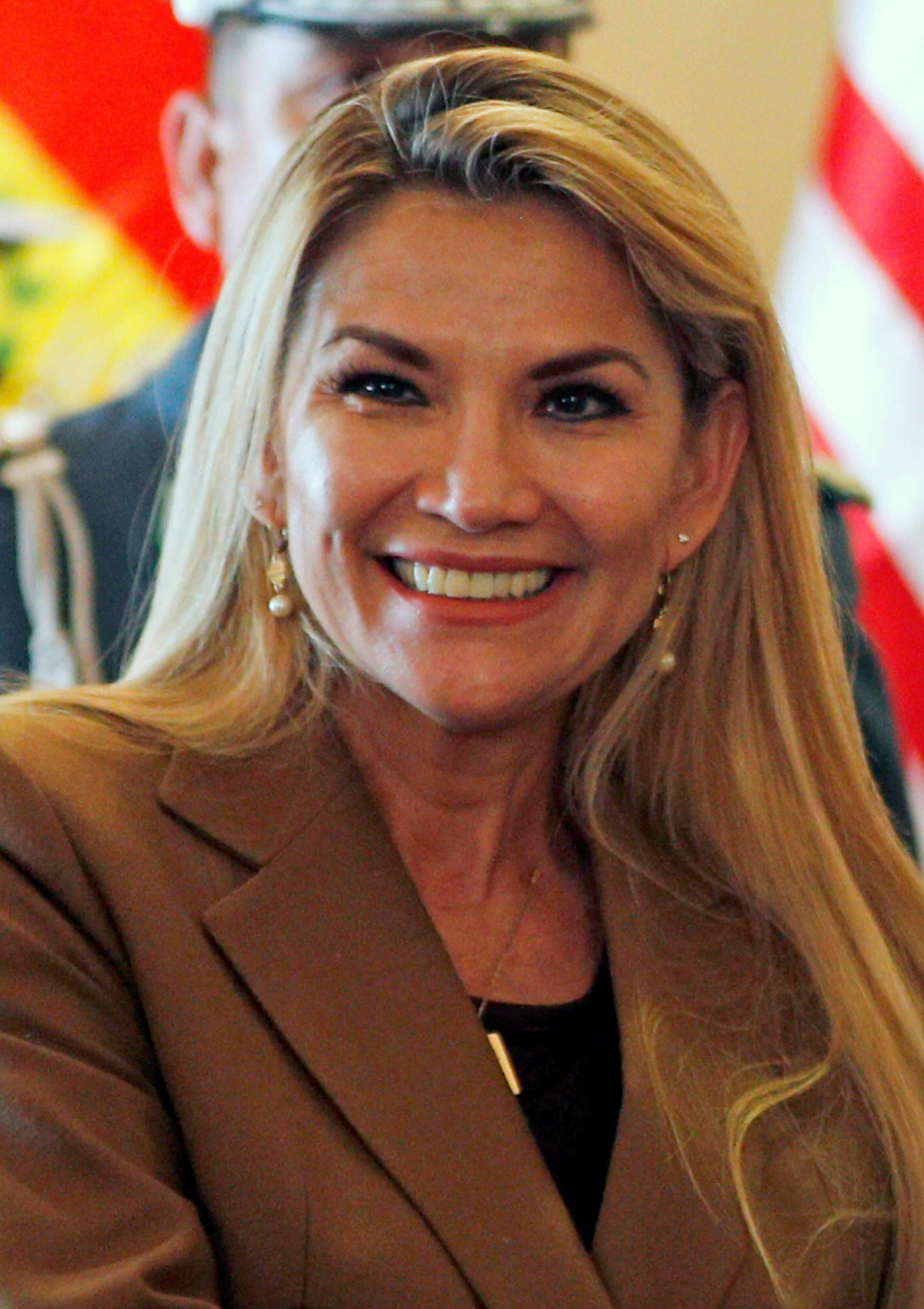
Jeanine Áñez

- Jeannine Gramick, religiosa statunitense
- Jeannine Oppewall, scenografa statunitense

### Variante Jeanine
- Jeanine Áñez, avvocato, politica e conduttrice televisiva boliviana
- Jeanine Assani Issouf, triplista francese
- Jeanine Hennis-Plasschaert, politica olandese
- Jeanine Lieffrig, tennista francese
- Jeanine Tesori, compositrice statunitense

### Variante Janine

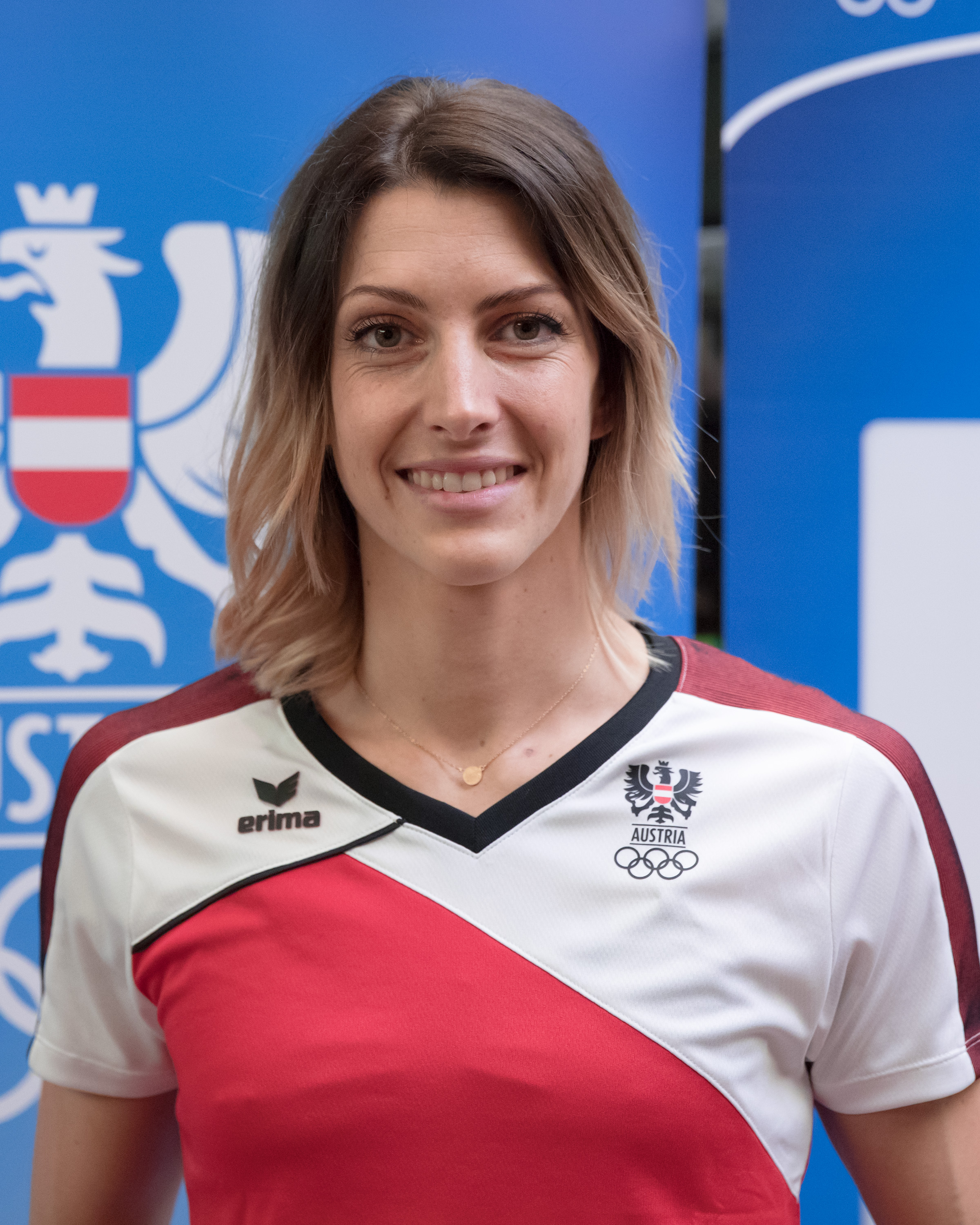
Janine Flock

- Janine Flock, skeletonista austriaca
- Janine Hendy, attrice italiana
- Janine Jansen, violinista olandese
- Janine Lindemulder, attrice pornografica statunitense
- Janine Tremelling, ex tennista australiana
- Janine Tugonon, modella filippina
- Janine Turner, attrice statunitense

### Variante Janina
- Janina Fautz, attrice tedesca
- Janina Fetlińska, politica polacca

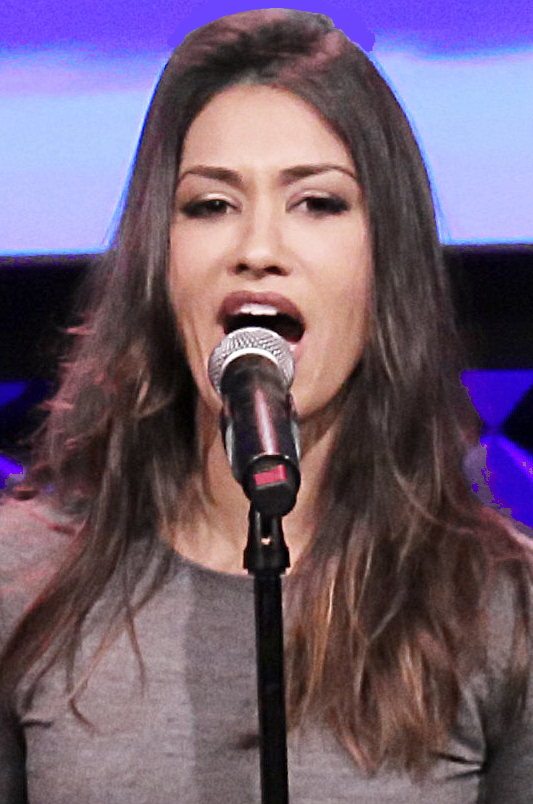
Janina Gavankar

- Janina Frostell, cantante e modella finlandese
- Janina Gavankar, attrice, cantante e musicista statunitense
- Janina Karol'čyk-Pravalinskaja, atleta bielorussa
- Janina Schenk, sciatrice alpina italiana

### Altre varianti
- Janeane Garofalo, attrice, cabarettista, comica e conduttrice radiofonica statunitense
- Jannine Weigel, cantante, attrice, modella e youtuber tedesca

## Il nome nelle arti
- Janine Melnitz è un personaggio della serie Ghostbusters.
- Janine Spengler è un personaggio della serie a fumetti Nathan Never.